# Волковысский сельсовет
Волковы́сский сельсовет (бел. Ваўкавыскі сельсавет) — административная единица на территории Волковысского района Гродненской области Белоруссии. Административный центр — город Волковыск (не входит в состав).

## История
Создан 2 декабря 1961 года в составе Волковысского района Гродненской области БССР путём объединения Бискупецкого и Лесняковского сельсоветов. 25 декабря 1962 года в состав сельсовета вошли населённые пункты Михайловского сельсовета Свислочского района: Озериско, Александровка, Баки, Белявщина, Каменица, Малая Лапеница, Митрони. 19 декабря 1974 года в состав сельсовета вошла территория упразднённого Моисеевичского сельсовета.
18 октября 2013 года агрогородок Юбилейный и деревни Грицки, Колядичи, Кукути, Кутники, Моисеевичи, Неверовичи вошли в состав Красносельского сельсовета.

## Состав
Волковысский сельсовет включает 23 населённых пункта:
- Александровка — деревня.
- Баки — деревня.
- Баченцы 1 — деревня.
- Баченцы 2 — деревня.
- Белявщина — деревня.
- Бискупцы — деревня.
- Войтковичи — агрогородок.
- Дружная — деревня.
- Задворенцы — деревня.
- Залешаны — деревня.
- Замковая — деревня.
- Каменица — деревня.
- Лесняки — деревня.
- Малая Лапеница — деревня.
- Митрони — деревня.
- Новые Хатьковцы — деревня.
- Озериско — хутор.
- Ошмянцы — деревня.
- Пасеки — деревня.
- Рупейки — агрогородок.
- Хатьковцы — деревня.
- Яново — деревня.
- Ясеновица — деревня.

## Население
Согласно переписи 2009 года на территории сельсовета проживало 2705 человек, среди которых 47,2 % — белорусы, 46,3 % — поляки, 4,5 % — русские.